# Baldwin (Wisconsin)
Baldwin è un comune degli Stati Uniti, situato in Wisconsin e in particolare nella Contea di St. Croix.